# Richard Bachman (ishockeymålvakt)
Richard Harrison Bachman, född 25 juli 1987, är en amerikansk professionell ishockeymålvakt som spelar för Vancouver Canucks i NHL. Han har tidigare representerat Dallas Stars och Edmonton Oilers.
Bachman draftades i fjärde rundan i 2006 års draft av Dallas Stars som 120:e spelare totalt.